# سبستیو یکم
سباستین پرتغال (انگلیسی: Sebastian of Portugal؛ ۲۰ ژانویهٔ ۱۵۵۴ – ۴ اوت ۱۵۷۸) یکی از پادشاهان کشور پرتغال بود که از
۱۱ ژوئن ۱۵۵۷ تا ۴ اوت ۱۵۷۸ بر این کشور حکمرانی کرد.